# Gemeinschaft vom heiligen Josef
Die Gemeinschaft vom heiligen Josef ist eine Priestergemeinschaft mit Sitz in Kleinhain in der Diözese St. Pölten (Österreich). Sie wurde 1995 als öffentlicher Verein diözesanen Rechts vom damaligen Diözesanbischof Kurt Krenn gegründet.
Bei der Gründung hatte die Gemeinschaft 18 Mitglieder. Sie war hervorgegangen aus einer Gruppe von Studenten, die im „Collegium Sanctissimae Trinitatis“ in Mayerling, einem vom Oratorium des hl. Philipp Neri geführten Studienhaus für Priesteramtskandidaten, gelebt und an der Hochschule Heiligenkreuz studiert hatten. Die Gruppe war dann aber nach Kleinhain in der Diözese St. Pölten gewechselt, um dort eine eigenständige geistliche Gemeinschaft zu bilden. Krenns Nachfolger, Bischof Klaus Küng, bestätigte den rechtlichen Status der Gemeinschaft als Öffentlicher klerikaler Verein. Am 29. Juni 1996 wurden die ersten vier Mitglieder der Gemeinschaft im Dom zu St. Pölten zu Priestern geweiht. Derzeitiger Moderator ist Josef Spindelböck. Der Gemeinschaft gehören mit Stand vom Februar 2022 dreizehn Mitglieder an, davon elf Priester und zwei Brüder. Die Priester sind in das Bistum St. Pölten inkardiniert und größtenteils als Pfarrer in verschiedenen Pfarreien tätig, treffen einander aber regelmäßig in Kleinhain. Die Mitglieder der Gemeinschaft feiern die Gottesdienste nach der vom Zweiten Vatikanischen Konzil beschlossenen Liturgiereform.
Die Gemeinschaft hat sich ausweislich ihrer Statuten und ihrer Selbstdarstellung zum  „Anliegen und Ziel“  gesetzt, „das Charisma des heiligen Josef für die heutige Kirche neu fruchtbar werden zu lassen – in den verschiedenen Bereichen des Apostolats“. Ein besonderer Akzent liegt auf „der Förderung und Formung geistlicher Berufe“. Die Gemeinschaft beruft sich auf das Apostolische Schreiben Papst Johannes Pauls II. Redemptoris custos (Über Gestalt und Sendung des heiligen Josef im Leben Christi und der Kirche, 15. August 1989). Wesentliche Elemente des geistlichen Lebens sind die tägliche heilige Messe, die häufige Beichte, das Stundengebet (Brevier), die eucharistische Anbetung, geistliche Lesung und Betrachtung sowie der tägliche Rosenkranz. Mitglieder können nur Männer werden, die eine „zölibatäre Lebensweise in brüderlicher Gemeinschaft“ als Priester, Diakon oder in einem nichtklerikalen Beruf anstreben. Die Mitglieder tragen „kirchliche Kleidung“. Als Patrone verehrt werden Therese von Lisieux, Katharina von Siena, Philipp Neri und Jakob Kern.
Die Gemeinschaft betreibt eine Webseite, durch die kirchliche Dokumente zugänglich gemacht werden, und den Eigenverlag St. Josef.
Bischof Kurt Krenn stellte die Gemeinschaft vom hl. Josef neben den Dienern Jesu und Mariens und der Gemeinschaft der Seligpreisungen in seiner Silvesterpredigt 1994 als in seiner Diözese neu tätige religiöse Vereinigungen vor. Alle drei weisen nach Einschätzung von Journalisten der Tageszeitung Der Standard eine eindeutig fundamentalistische Orientierung auf; im Bistum St. Pölten habe sich durch die Ansiedlung der Gruppierungen „ein extrem konservatives Netzwerk entwickelt“. Hubert Feichtlbauer vermutete 2004, dass hinter der Gemeinschaft vom hl. Josef das Engelwerk stehe, nach Angaben des Journalisten Reinhard Olt unterhielt die Gemeinschaft ein „Ausbildungswerk für dem ‚Engelwerk' nahestehende Priesteramtskandidaten“. Studierende besuchten damals von Kleinhain aus die Philosophisch-Theologische Hochschule St. Pölten. Die Gemeinschaft selber bestreitet eine Abhängigkeit oder besondere Nähe zum Engelwerk. Der Journalist Norbert Stanzel bezeichnete 1999 die Gemeinschaft als „Krenn treu ergeben“; im hauseigenen Verlag erschienen mehrere von Krenns Schriften, darunter „Worte auf dem Weg“ (1999) mit Auszügen aus seinen Predigten und Reden. Die Gemeinschaft betrieb auch die Internetseite Krenns.
Der Sitz der Gemeinschaft wurde 1993, noch vor deren Gründung, von einem eigens dafür gegründeten Förderverein namens „Werk Mariens e. V. – Verein zur Förderung geistlicher Berufe“ erworben. Es handelt sich um eine ehemalige Gaststätte in Kleinhain, bei deren Ankauf es seinerzeit Proteste in der zugehörigen Pfarrgemeinde gab. Moderator Josef Spindelböck räumte gegenüber der St. Pöltener Kirchenzeitung „Anfangsschwierigkeiten“ ein, da die neue Gemeinschaft in der Diözese als „Fremdkörper“ empfunden wurde; im Jahr 2016 bezeichnete er jedoch die Gemeinschaft als im Bistum „gut integriert“.